# Maigret und der Verrückte von Bergerac
Maigret und der Verrückte von Bergerac (französisch: Le Fou de Bergerac) ist ein Kriminalroman des belgischen Schriftstellers Georges Simenon. Er ist der 16. Roman einer Reihe von insgesamt 75 Romane und 28 Erzählungen um den Kriminalkommissar Maigret. Der Roman entstand im März 1932 in La Rochelle und erschien bereits im Folgemonat, im April 1932, beim Pariser Verlag Fayard. Die erste deutsche Übersetzung Maigret und der Verrückte von Hansjürgen Wille und Barbara Klau veröffentlichte Kiepenheuer & Witsch 1963. Im Jahr 1986 brachte der Diogenes Verlag eine Neuübersetzung von Hainer Kober unter dem Titel Maigret und der Verrückte von Bergerac heraus.
Auf Einladung eines Freundes reist Kommissar Maigret in die Dordogne. Ein mysteriöser Mitreisender veranlasst den Kommissar, ihm zu folgen und aus dem fahrenden Zug zu springen. Kaum im Freien wird Maigret niedergeschossen und verliert sein Bewusstsein. Als er wieder zu sich kommt, befindet er sich im Krankenhaus von Bergerac, wo ihn die Anwohner für einen Serienmörder halten, dem bereits zwei Frauen zum Opfer fielen: den „Verrückten von Bergerac“.

## Inhalt

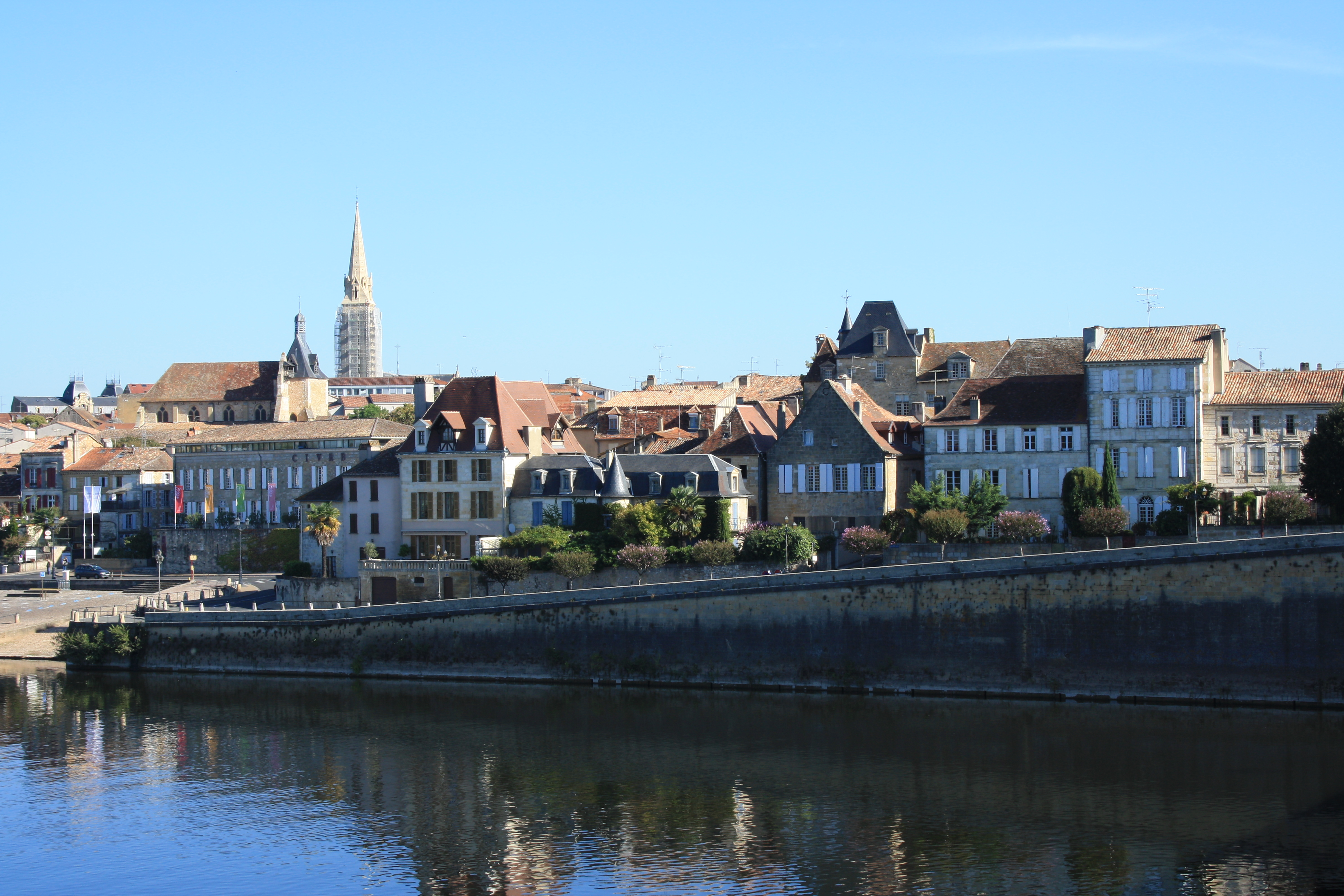
Blick von der Dordogne auf Bergerac

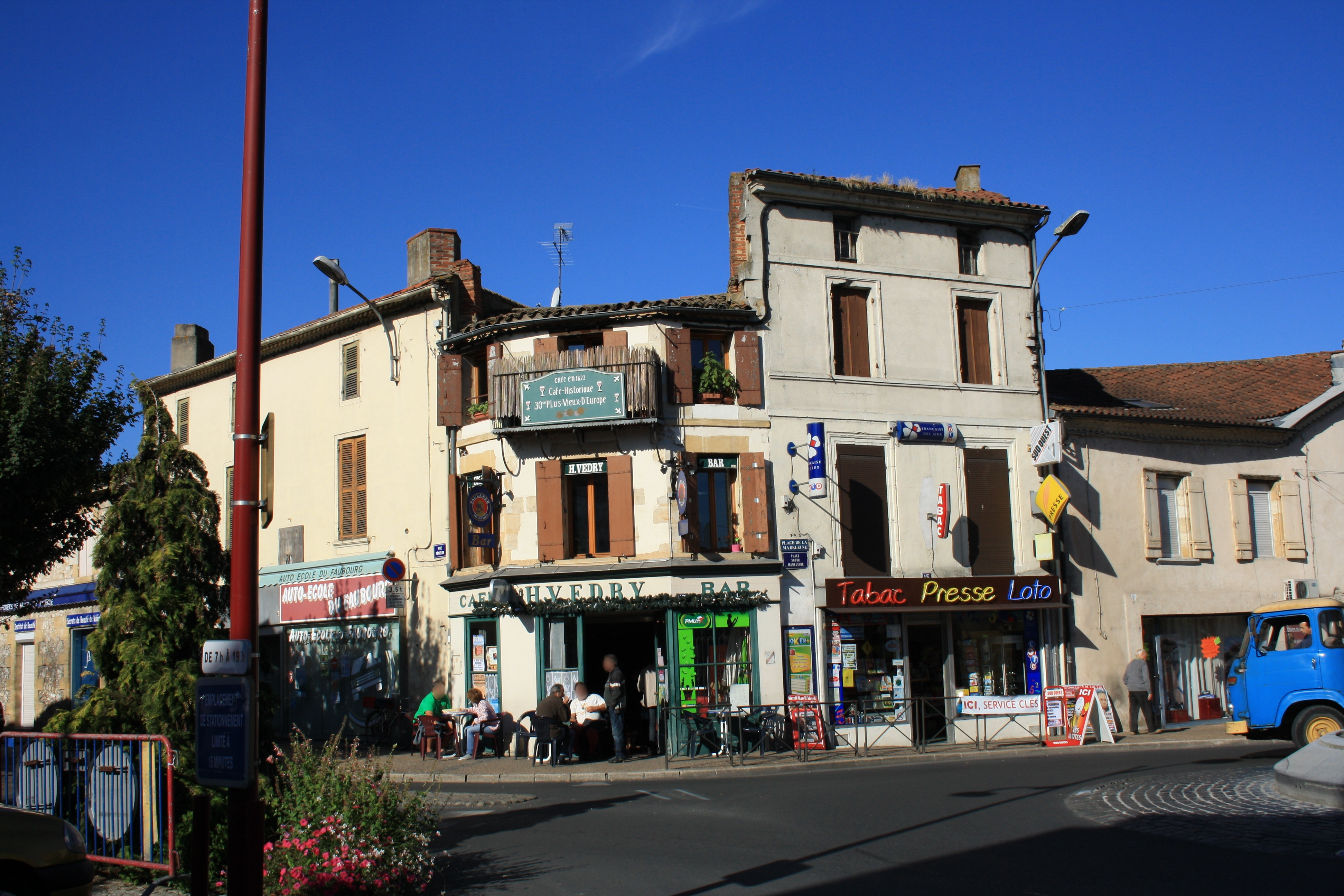
Häuser am Place de la Madeleine in Bergerac

Es ist März, und die ersten Anzeichen des Frühlings locken Kommissar Maigret aus Paris hinaus aufs Land. Er folgt einer Einladung seines pensionierten Kollegen Leduc auf dessen Anwesen in Villefranche-en-Dordogne. Ein Mitfahrgast im Schlafabteil hält den Kommissar auf der Anreise durch fortwährendes Schluchzen wach. Als er an einer Böschung aus dem fahrenden Zug springt, folgt ihm Maigret ohne nachzudenken. Der Fremde schießt auf ihn, und der Kommissar kann sich gerade noch bis zum nächsten Bauernhof retten, ehe er in Ohnmacht fällt.
Maigret erwacht im Krankenhaus von Bergerac, wo sich der Arzt, der örtliche Kommissar, der Staatsanwalt und der Untersuchungsrichter um sein Bett versammelt haben. Man hält ihn für den „Verrückten von Bergerac“, einen Serienmörder, der bereits zwei junge Frauen umbrachte, indem er ihnen eine Nadel ins Herz bohrte. Bei einem dritten Überfall scheiterte er an der Gegenwehr des Opfers. Zwar lässt sich der falsche Verdacht durch den herbeigereisten Leduc rasch zerstreuen, doch muss der verletzte Kommissar zur Genesung im örtlichen Hôtel d’Angleterre verbleiben, wo ihn die angereiste Madame Maigret aufopferungsvoll pflegt. Und weil er sich im Krankenbett langweilt, beginnt er nach dem „Verrückten“ zu fahnden, den er unter den braven Bürgern Bergeracs vermutet.
Vor allem zwei der regelmäßigen Besucher an seinem Krankenbett befinden sich bald im Fokus des Kommissars. Der Staatsanwalt Duhourceau sammelt heimlich sogenannte „Buchausgaben für Bibliophile“, sprich Pornographie. Und über den Chirurgen Jacques Rivaud weiß der Dorfklatsch zu berichten, dass er eine parallele Beziehung zu seiner Frau Germaine und seiner Schwägerin Françoise führe. Eher wie eine Schutzbehauptung für einen der Verdächtigen wirkt auf den Kommissar jedenfalls deren Aussage, einem vierten Überfall des Verrückten entkommen zu sein. Nicht einmal seinen Freund Leduc spart Maigret aus dem Kreis der möglichen Täter aus, was diesen ebenso empört wie Madame Maigret, die ihren Mann in seinem Jagdeifer kaum mehr wiederzuerkennen vermag.
Schließlich wird der „Verrückte“ doch aufgefunden. Er wurde noch am selben Tag erschossen, an dem er mit Maigret aus dem Zug sprang. Es handelt sich um Samuel Meyer, der sich unter der Tarnung eines Briefmarkenhändlers als Passfälscher verdingte. Er wurde in Algier zum Tode verurteilt, nachdem er zwei Mitarbeiter im Streit umgebracht hatte. Noch vor der Exekution kam er angeblich bei einem Krankenhausbrand ums Leben, doch die Fingerabdrücke des Toten beweisen, dass damals eine andere Leiche als die seine ausgegeben wurde. Nachdem die Identität des Serienmörders geklärt scheint, wollen die Honoratioren von Bergerac den Fall möglichst rasch zu den Akten legen. Nur Maigret ahnt, dass es weitere verborgene Abgründe geben muss. Nicht zuletzt hält er einen Selbstmord Meyers, ohne dass die Tatwaffe gefunden wird, für wenig plausibel. Mit einer Anzeige, in der er vorgibt, eine Erbin zu suchen, lockt er Joséphine Beausoleil, die Mutter von Germaine und Françoise, nach Bergerac. Rivaud fühlt sich durch ihr Erscheinen in die Enge getrieben, er versucht mit Françoise zu fliehen, wird von Leduc gestellt und begeht gemeinsam mit seiner Geliebten Suizid.
Wie Maigret schon eine Weile ahnt, lebte Rivaud unter falscher Identität in Bergerac. Er hieß eigentlich Meyer und war der Sohn von Samuel Meyer, dem er in Algier durch den fingierten Brand zur Flucht verhalf. Danach galt sein ganzes Streben dem eigenen Aufstieg, wobei seine Partnerin schon seit langem nicht mehr die biedere Ehefrau, sondern deren mondäne Schwester Françoise war, die auch ein Kind von ihm erwartete. Als der Staatsanwalt Duhourceau Rivauds Doppelleben auf die Spur kam, verführte ihn Françoise, um ihn glauben zu machen, es handle sich um sein Kind, wonach sie und Rivaud ihn in der Hand hatten. Samuel Meyer war inzwischen in Amerika verrückt geworden, hatte dort bereits Morde mit seinem typischen Modus Operandi – der tödlichen Nadel – begangen. Er flüchtete nach Bergerac und setzte dort die Mordserie fort, die sein Sohn aus Furcht vor der eigenen Enttarnung nicht aufdecken konnte. Nachdem alle Versuche, den Vater mit Geld zur Ausreise zu bewegen, nicht fruchteten, wartete der Chirurg am Abend von Maigrets Ankunft auf Samuel Meyer, um ihn zu töten. Da Vater und Sohn bereits gerichtet sind, sieht Maigret keine Veranlassung, die Hintergründe des Falles öffentlich zu machen. Wieder genesen gönnt er sich und seiner Frau ein opulentes Abschiedsmahl, ehe sie nach Paris abreisen.

## Interpretation
Nach einem Einstieg mit Maigrets Zugfahrt, der laut Stanley G. Eskin „bewundernswert flott geschrieben“ ist, zeigt sich der Kommissar den restlichen Roman über in „der Rolle eines Lehnstuhldetektivs“, der seine Ermittlungen vom Hotelbett aus führt. Unterstützt wird er von Madame Maigret, die ihren ersten größeren Auftritt in der Reihe hat. Ihr Mann deckt Abgründe auf, die unter der scheinbar heilen Oberfläche einer Kleinstadt schlummern, wobei der Plot mit seinen wechselnden Verdächtigungen an einen klassischen Whodunit erinnert. Wie häufig in den frühen Maigret-Romanen liegt der Schlüssel des Rätsels in ferner Vergangenheit. Eine Besonderheit des Romans bildet für Maurice Piron die Ermittlung aus zweiter Hand, bei der der Kommissar vollständig auf die ihm zugetragenen Informationen und sein bildliches Vorstellungsvermögen angewiesen ist. Dass er dabei, ähnlich wie in Maigret und der gelbe Hund, gegen die lokalen Honoratioren vorgeht, erleichtert seine Aufgabe nicht gerade. Für Franz Schuh muss Maigret „das Bett hüten, einen ziemlich wüsten Fall aufklären, ein Dorf in der Dordogne durcheinanderbringen und zugleich dort Urlaub machen.“ Patrick Marnham sieht die Ermittlung im Zimmer über dem Speisesaal des Hotels hauptsächlich vom Geruch und Geschmack französischer Küche bestimmt.
Maigret und der Verrückte von Bergerac ist laut Julian Symons ein typischer Maigret-Roman, dessen unglaubwürdige Handlung durch die präzise Schilderung des Milieus, das atmosphärische Wetter und die stimmigen Figuren ausgeglichen werde, so dass er insgesamt einen interessanten, überzeugenden Eindruck hinterlasse. Auch Reinhold Wolff erkennt einen typischen Roman der ersten Maigret-Phase, deren Kennzeichen atmosphärische Dichte sowie Personen- und Milieuschilderungen im Stil des psychologischen Romans sind, die sich sowohl mit modernen literarischen Mitteln wie style indirect libre und stream of consciousness als auch mit Anklängen an Trivialliteratur verbinden. Versatzstücke der Psychoanalyse werden häufig plakativ eingesetzt, etwa in Maigrets Traum zum Zeitpunkt seiner größten Niedergeschlagenheit. Das Tier, halb Seehund, halb Wal, in das sich der Kommissar verwandelt, ist mit seiner Unfähigkeit zur Handlung ein Symbol für Impotenz. Für Tilman Spreckelsen geht es jedenfalls „einigermaßen holzschnittartig in diesem Roman zu, von den Stereotypen ganz zu schweigen“, und auch der Mörder werde unerklärt „wahnsinnig, einfach so“.
Insbesondere antisemitische Stereotype sind in Maigret und der Verrückte von Bergerac laut Lucille F. Becker auf die Spitze getrieben. So ist der Jude Samuel Meyer nicht nur ein Fälscher, Mörder und verrückter Serientäter, sondern wird auch noch damit in Verbindung gebracht, junge Französinnen in südamerikanische Bordelle zu verschleppen. An einer Stelle räsoniert Maigret: „Leute wie Samuel waren ihm zu Hunderten in Paris und anderswo begegnet, und stets hatte er sie mit einer gewissen Neugier studiert, in die sich nicht gerade Abscheu, aber doch Unbehagen mischte, als bildeten sie eine Welt für sich.“ Laut Bill Alder ist beinahe das gesamte siebte Kapitel des Romans eine ununterbrochene antisemitische Hetzrede, die der Verfasser seiner Figur Maigret in den Mund legt. Die Passagen sind auch in aktuellen Ausgaben des Romans unbearbeitet enthalten. Solcherart antisemitische Stereotype lassen sich laut Pierre Assouline in Simenons Frühwerk häufig finden, so bereits im ersten Maigret-Roman Maigret und Pietr der Lette und im frühen Non-Maigret-Roman Die Verlobung des Monsieur Hire. Spätere Werke wie Der Buchhändler von Archangelsk zeichnen dagegen ein wesentlich differenzierteres Bild jüdischer Charaktere.

## Hintergrund
Vom April 1932 an pachtete Georges Simenon für die folgenden beiden Jahre das Landgut La Richardière in Marsilly, Charente-Maritime. Den Vormonat verbrachte er im Hôtel de France et d’Angleterre im nahen La Rochelle, wo Maigret und der Verrückte von Bergerac entstand. Den Namen des Hotels spaltete er im Roman in das Hôtel d’Angleterre und das Hôtel de France auf, die als die wichtigsten Häuser am Marktplatz von Bergerac beschrieben werden. Tatsächlich haben die beiden Hotels keine realen Vorbilder in der Stadt. Überhaupt ist Maigret und der Verrückte von Bergerac der einzige der ersten 19 Maigret-Romane, die zwischen 1931 und 1934 beim Pariser Verlag Fayard erschienen, dessen Handlungsort Simenon nicht durch eigene Reisen bekannt war. So lässt sich der erzählerische Kniff erklären, dass der ans Krankenbett gefesselte Maigret gezwungen ist, die Stadt Bergerac durch Beobachtungen seiner Frau sowie Reiseführer und Ansichtskarten kennenzulernen. Unklar bleibt, welche Ortschaft Simenon als Villefranche-en-Dordogne bezeichnete, da es in der Dordogne zwei Orte des Namens gibt: Villefranche-du-Périgord und Villefranche-de-Lonchat, wobei letzteres im Arrondissement Bergerac liegt.

## Rezeption
Charles Poore in der New York Times bezeichnete den Doppelband Maigret Travels South, der neben Maigret und der Verrückte von Bergerac auch Maigret in der Liberty Bar enthält, als „noch besser als der letzte“, und er zitierte Elliot Paul, nach dem es Simenon mühelos gelinge, Atmosphäre zu erzeugen. Kirkus Review fand in beiden Romanen „gutes Garn“. Für Time Magazine waren es allerhand lokale Morde und Skandale für eine kleine Provinzstadt: „Erfrischende Geschichten, sehr französisch.“ Laut Punch gibt Kommissar Maigret im Roman eine beeindruckende Vorstellung, indem er, ans Bett gefesselt, den Offiziellen von Bergerac keine Ruhe gönnt: „Die Aufzeichnung seiner Heldentaten macht das Lesen besonders reizvoll.“ The New Yorker sprach eine allgemeine Empfehlung für alle Lesefähigen aus und begründete: „Simenon schreibt scharfsinnig und zurückhaltend“. Für Book Review Digest war Maigret und der Verrückte von Bergerac schlicht „exzellent“.
Franz Schuh lobte in Literaturen insbesondere das Einstiegskapitel des Romans als „Meisterstück der Versinnbildlichung einer Zugfahrt in der Nacht“. Der Leser empfinde Maigrets Spannung und Übernächtigung, seinen schlechten Geschmack im Mund. „Die traditionelle Kunst des Schreibens ist hypnotisch; sie verschafft dem Leser Einbildungen und Träume.“ Klaus N. Frick zog nach ungewöhnlicher Struktur und spannender Ermittlungsarbeit das Fazit: „Die Maigret-Romane fesseln mich jedes Mal aufs neue“, wofür er dem Kommissar sogar die im Buch ausgebreiteten unverzeihlichen Klischees über Juden verzeihe. Neben diesen Klischees kritisierte Tilman Spreckelsen differierende Angaben über die Verwundung des Kommissars. Dennoch freute er sich, wie „Kinder, erwünschte wie unerwünschte oder versagte, die Verdächtigen, die Schuldigen und die Ermittler ganz leise miteinander verbinden.“
Die Romanvorlage wurde insgesamt viermal im Rahmen von TV-Serien um den Kommissar Maigret verfilmt. Die Hauptrollen spielten Rupert Davies in Maigret (Großbritannien, 1962), Gino Cervi in Le inchieste del commissario Maigret (Italien, 1972), Jean Richard in Les Enquêtes du commissaire Maigret (Frankreich, 1979) sowie Bruno Cremer in Maigret (Frankreich, 2002).

## Ausgaben
- Georges Simenon: Le Fou de Bergerac. Fayard, Paris 1932 (Erstausgabe).
- Georges Simenon: Maigret und der Verrückte. Übersetzung: Hansjürgen Wille und Barbara Klau. Kiepenheuer & Witsch, Köln 1963.
- Georges Simenon: Maigret und der Verrückte. Übersetzung: Hansjürgen Wille und Barbara Klau. Heyne, München 1971.
- Georges Simenon: Maigret und der Verrückte von Bergerac. Übersetzung: Hainer Kober. Diogenes, Zürich 1986, ISBN 3-257-21429-4.
- Georges Simenon: Maigret und der Verrückte von Bergerac. Sämtliche Maigret-Romane in 75 Bänden, Band 16. Übersetzung: Hainer Kober. Diogenes, Zürich 2008, ISBN 978-3-257-23816-7.